# Жеґоцин (Каліський повіт)
Жеґоцин (пол. Żegocin) — село в Польщі, у гміні Блізанув Каліського повіту Великопольського воєводства.
Населення — 395 осіб (2011).
У 1975—1998 роках село належало до Каліського воєводства.

## Демографія
Демографічна структура станом на 31 березня 2011 року:
|          | Загалом | Допрацездатний вік | Працездатний вік | Постпрацездатний вік |
| -------- | ------- | ------------------ | ---------------- | -------------------- |
| Чоловіки | 186     | 38                 | 128              | 20                   |
| Жінки    | 209     | 41                 | 133              | 35                   |
| Разом    | 395     | 79                 | 261              | 55                   |